# Oceanida
Genre
Synonymes
- Athleenia Bartsch, 1946
- Hoplopteropsis de Morgan, 1916 †
- Spiroclimax Mörch, 1875[1]

Oceanida est un genre de mollusques gastéropodes au sein de la famille Eulimidae. Les espèces rangées dans ce genre sont marines et parasitent des échinodermes ; l'espèce type est Oceanida graduata.

## Description
L'ouverture est large ; les espèces se caractérisent par des spires au sommet de la coquille.

## Distribution
Les espèces sont présentes dans les mers chaudes de la planète, notamment dans la mer des Caraïbes,.

## Liste d'espèces
Selon World Register of Marine Species (30 août 2017) :
- Oceanida abrejosensis (Bartsch, 1917)
- Oceanida confluens Bouchet & Warén, 1986
- Oceanida corallina (Hedley, 1912)
- Oceanida faberi De Jong & Coomans, 1988
- Oceanida graduata de Folin, 1871
- Oceanida hypolysina (Melvill, 1904)
- Oceanida inglei Lyons, 1978
- Oceanida lampra (Melvill, 1918)
- Oceanida mindoroensis (Adams & Reeve, 1850)
- Oceanida pontilevensis (de Morgan, 1915) †
- Oceanida pumila (A. Adams, 1864)
- Oceanida tumerae (Laseron, 1955)
- Oceanida whitechurchi (Turton, 1932)